# Belleville (New York)
Pour les articles homonymes, voir Belleville.
Belleville est une census-designated place du comté de Jefferson, dans l'État de New York, aux États-Unis,. En 2020, elle compte une population de 233 habitants.